# Миньков, Виктор Алексеевич
Ви́ктор Алексе́евич Минько́в (17 августа 1922, Шумерля — 1998, Москва) — разработчик космической техники, участник Парада Победы.

## Биография
Родился 17 августа 1922 в Шумерле в семье фельдшера. В 1929 году переехал с родителями в село Саконы Ардатовского района, куда его отец получил назначение на работу. Окончил Саконскую среднюю школу. В мае 1941 года был призван на срочную службу в Рабоче-крестьянскую Красную армию и направлен в сапёрную школу. После начала Великой Отечественной войны направлен на фронт. Первый бой принял уже в июле в районе Смоленска. Затем прошёл ускоренный курс в пехотном училище, после чего до конца войны командовал разведывательным взводом. Окончил войну в звании гвардии лейтенанта. Участник Парада Победы на Красной площади в Москве.
После демобилизации жил в Москве. Работал на секретных предприятиях, разрабатывавших космическую технику. Умер в 1998 году. Похоронен в Москве.

## Награды
Награждён следующими орденами и почётными званиями:
- Два ордена Красной Звезды
- Орден Отечественной войны I степени
- Орден Отечественной войны II степени